# (2963) Chen Jiageng
(2963) Chen Jiageng est un astéroïde de la ceinture principale.

## Description
(2963) Chen Jiageng est un astéroïde de la ceinture principale. Il fut découvert le 9 novembre 1964 à Nanking par l'Observatoire de la Montagne Pourpre. Il présente une orbite caractérisée par un demi-grand axe de 2,87 UA, une excentricité de 0,08 et une inclinaison de 2,7° par rapport à l'écliptique.

## Compléments